# Aeroporto de Tenerife Norte
O Aeroporto de Tenerife Norte (em castelhano: Aeropuerto de Tenerife Norte (IATA: TFN, ICAO: GCXO)), também chamado de Aeroporto de Tenerife Norte–Cidade de La Laguna e Aeroporto Los Rodeos, é um aeroporto localizado na ilha espanhola de Tenerife, no município de San Cristóbal de La Laguna, no arquipélago das Canárias.

## Desastre aéreo de Tenerife
Neste aeroporto aconteceu o desastre aéreo de Tenerife em 27 de março de 1977, envolvendo dois aviões; um da PanAm e outro da KLM ambos eram do mesmo modelo (Boeing 747) que se colidiram na pista, matando 583 pessoas, o maior número de mortes de um único acidente da história da aviação.
Em resposta, um novo aeroporto, o de Tenerife Sul, foi inaugurado em 6 de novembro de 1978. Situa-se ao nível do mar, que evita a ocorrência de neblina, uma das razões para o acidente ter ocorrido em Tenerife Norte.